# Talka (discográfica)
Talka (en castellano, «choque») es una discográfica independiente creada por Fermin Muguruza para editar sus trabajos.
El 26 de enero de 2006, el sello Metak anunció su cierre definitivo debido al descenso del número de ventas En junio apareció Euskal Herria Jamaika Clash, el décimo álbum de Fermin editado en un nuevo sello: Talka Records.
Además de editar los trabajos de Fermin, Talka distribuye el catálogo de los grupos en los que ha participado el músico de Irún (Kortatu, Negu Gorriak y Fermin Muguruza eta Dut), además de los trabajos editados en Kontrakalea Ikozpenak, subsello de Metak (Afrika, Bad Sound System, MAK, Rude y Sorkun).